# Сантьяго Ронкальйоло
Сантья́го Рафае́ль Ронкальйоло Ло́манн (ісп. Santiago Rafael Roncagliolo Lohmann; *29 березня 1975, Мірафлорес, провінція Ліма, Перу) — перуанський письменник, журналіст, драматург, перекладач, сценарист; живе й працює в Барселоні.

## З життєпису
Син журналіста, соціолога, політика Рафаеля Ронкальйоло. Дитинство провів у Мексиці. Закінчив приватний Католицький університет Перу за спеціальністю «Література та мовознавство».
У 2000 році переїхав до Іспанії, жив у Мадриді, потім переїхав до Барселони.

## З доробку
Крім романів та новел, Сантьяго Ронканьйоло виступає як драматург, сценарист, працює на радіо та телебаченні, публікується в періодиці, пише книги для дітей. Перекладає з французької (Андре Жід, Жан Жене).

## Твори
- Tus amigos nunca te harían daño 1999 (драма)
- Rugor, el dragón enamorado Alfaguara, 1999 (книга для дітей)
- La guerra de Mostark, Santillana, 2000 (книга для дітей)
- El príncipe de los caimanes, Ediciones del Bronce, Barcelona, 2002 (роман)
- Дорослішати - це сумна справа / Crecer es un oficio triste, El Cobre Ediciones, Barcelona, 2003
- El arte nazi, 2004 (есе)
- Сором / Pudor, Alfaguara, 2004 (роман, екранізований в 2007, )
- Matías y los imposibles, Siruela, 2006
- Червоний квітень / Abril rojo, Alfaguara, 2006 (роман, премія видавництва Альфагуара, премія «Індепендент» за перекладну прозу, 2011)
- Jet Lag, Alfaguara, 2007 (газетні хроніки)
- Четвертий меч. Історія Абімаеля Гусмана та Сендеро Луміносо / La cuarta espada. La historia de Abimael Guzmán y Sendero Luminoso, Debate, 2007
- Спогади однієї дами / Memorias de una dama, Alfaguara, 2009 (роман)
- Зовсім поруч із життям/ Tan cerca de la vida, Alfaguara, 2010 (роман)
- Уругвайський коханець/ El amante uruguayo. Una historia real, Alcalá, 2012 (про відносини Енріке Аморіма та Федеріко Гарсіа Лоркі )
- Оскар і жінки/ Óscar y las mujeres, Alfaguara, 2013 (роман, опублікований у дигітальному вигляді і лише пізніше – у паперовому)

## Визнання
У 2010 році британський журнал Granta назвав Ронкальйоло в числі 22-х найцікавіших авторів молодших за 35 років, що пишуть іспанською (разом з аргентинкою Самантою Швеблін)  .
1. ↑  Internet Speculative Fiction Database — 1995.
2. ↑  Babelio — 2007.
3. ↑  Bibliothèque nationale de France BNF: платформа відкритих даних — 2011.
4. ↑  Granta 113: The Best of Young Spanish-Language Novelists | Archive | Granta Magazine. Архів оригіналу за 8 липня 2013. Процитовано 6 травня 2013.